# Löpband

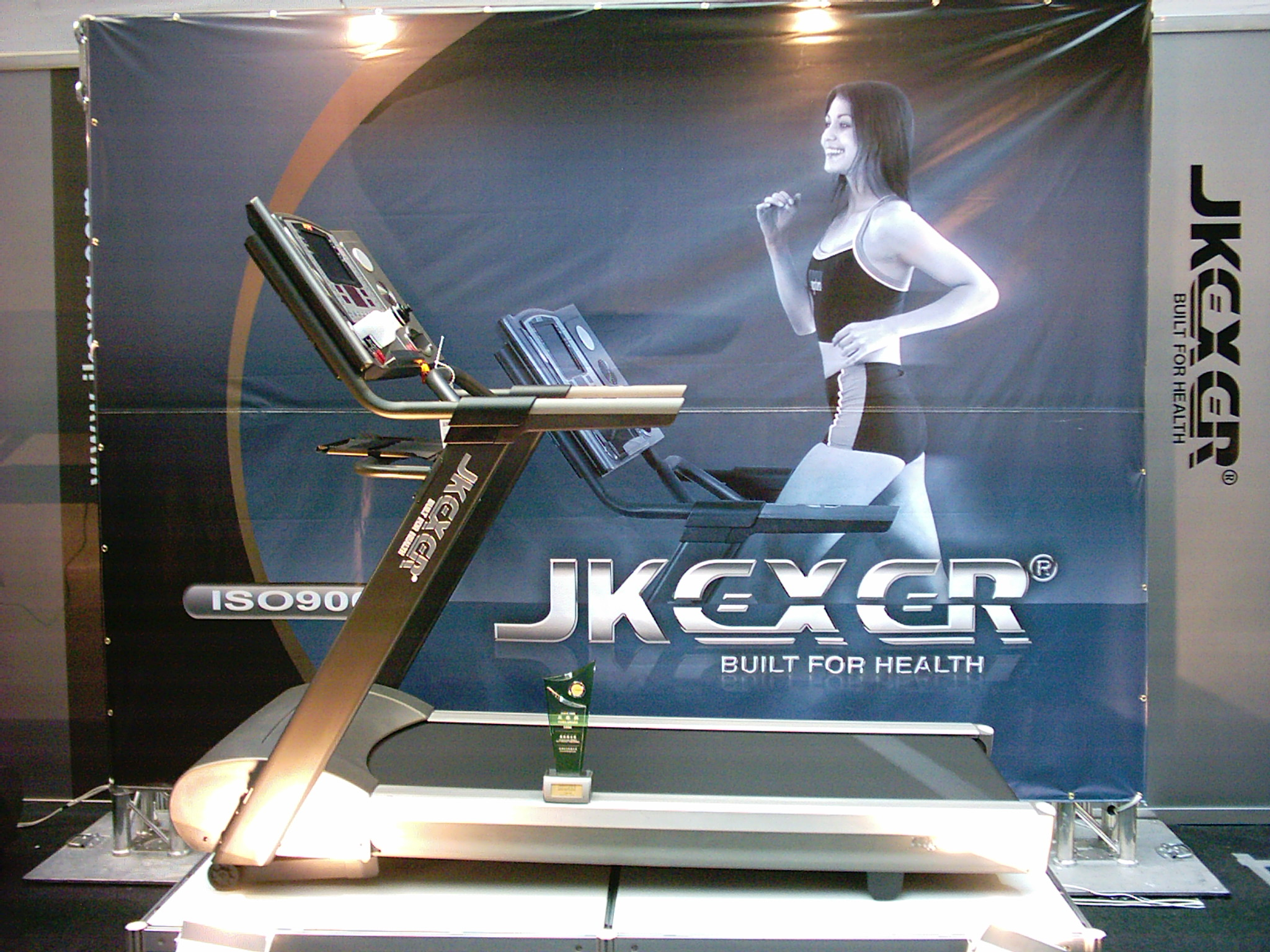
Ett löpband från 2006.

Ett löpband är ett motionsredskap som används för att träna löpning eller gång i syfte att öka kondition och uthållighet.

## Historia
Löpbandet uppfanns 1818 av en engelsk civilingenjör vid namn Sir William Cubitt. Syftet var att använda det för att straffa Englands fångar till bättre förnuft då den gamla tortyren ansågs omodern. Cubitts löpband roterade runt en horisontell axel och löpbandet liknade på så sätt mer en trampmaskin. Hjulet fungerade som en kvarn och kunde pumpa vatten och krossa säd. Därav det engelska namnet treadmill, som även kan syfta på en trampkvarn. I slutet av 1800-talet övergav fängelserna löpbandet för att istället satsa på andra metoder som bomullsplockning eller stenhuggning.
Det dröjde till 1960-talet innan löpbandet blev ett generellt träningsredskap, det efter att Kenneth H. Cooper presenterat hälsofördelar med att träna. William Staub skapade det första massproducerade löpbandet för hemmabruk i slutet av 1960-talet med inspiration från en bok av Cooper. Löpbandet kom även "tillbaka" till en del fängelser, men då som ett frivilligt träningsredskap.